# Bicyclus martius
Bicyclus martius е вид пеперуда от семейство Nymphalidae. Видът не е застрашен от изчезване.

## Разпространение и местообитание
Разпространен е в Ангола, Габон, Гана, Гвинея, Демократична република Конго, Екваториална Гвинея, Камерун, Кот д'Ивоар, Либерия, Нигерия, Сиера Леоне, Того, Уганда, Централноафриканска република и Южен Судан.
Обитава гористи местности и крайбрежия.